# Ormes (Marne)
Ormes ist eine französische Gemeinde mit 537 Einwohnern (Stand: 1. Januar 2022) im Département Marne in der Region Grand Est. Sie gehört zum Arrondissement Reims und zum Kanton Fismes-Montagne de Reims. Die Einwohner werden Ormois genannt.

## Geografische Lage
Ormes liegt im Zentrum der Champagne als banlieue etwa fünf Kilometer westsüdwestlich von Reims. Umgeben wird Ormes von den Nachbargemeinden Thillois im Norden, Tinqueux im Osten, Les Mesneux im Süden, Pargny-lès-Reims und Coulommes-la-Montagne im Südwesten sowie Vrigny im Westen. 
Die Autoroute A26 quert das Gemeindegebiet. 

## Bevölkerungsentwicklung
| Jahr                       | 1962 | 1968 | 1975 | 1982 | 1990 | 1999 | 2006 | 2018 |
| Einwohner                  | 193  | 214  | 256  | 320  | 348  | 389  | 440  | 435  |
| Quellen: Cassini und INSEE |      |      |      |      |      |      |      |      |

## Sehenswürdigkeiten

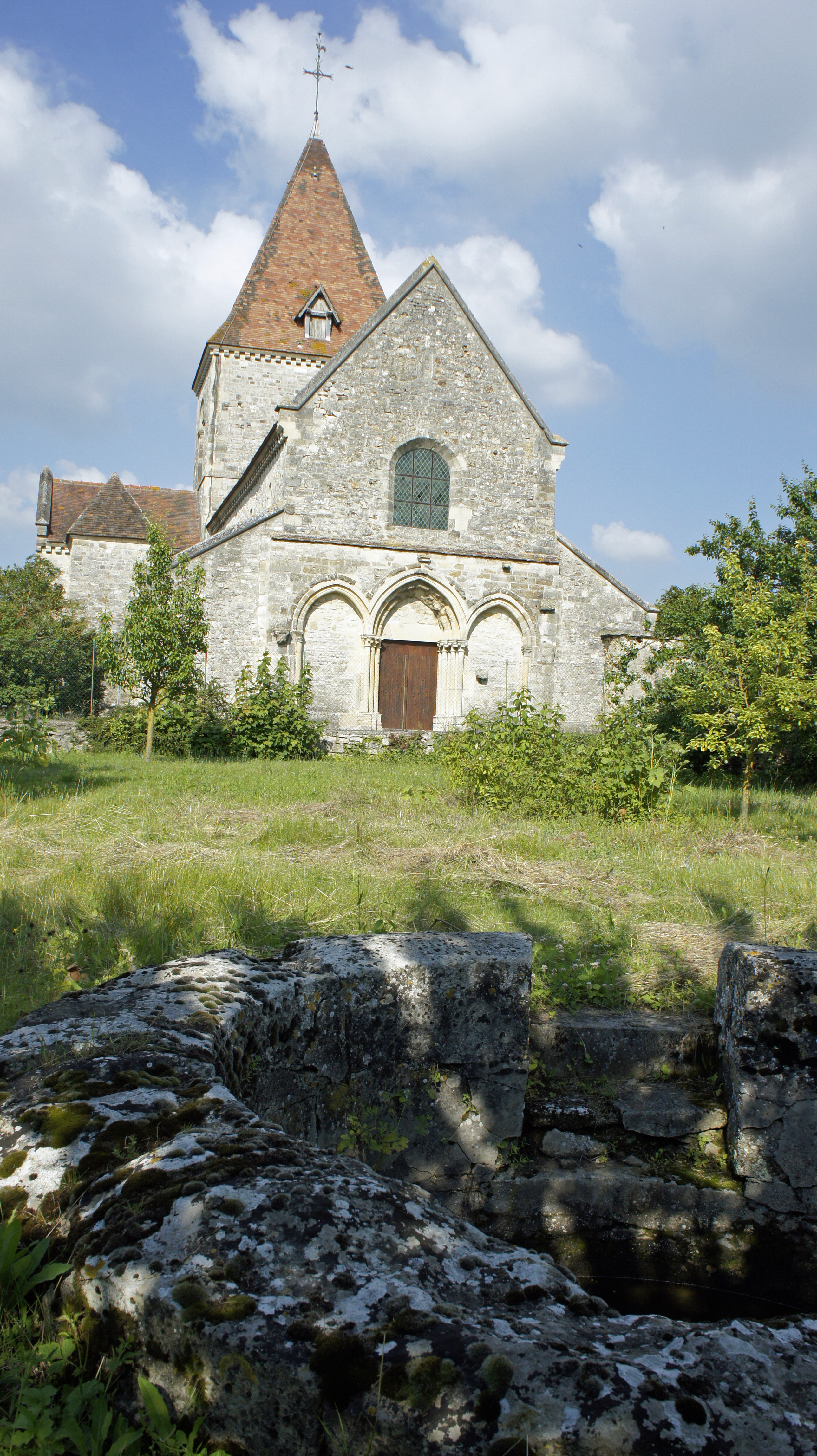
Kirche Saint-Rémi

- Kirche Saint-Rémi, Monument historique seit 1920